# Théorème d'interversion série-intégrale
 (février 2014).
Si vous disposez d'ouvrages ou d'articles de référence ou si vous connaissez des sites web de qualité traitant du thème abordé ici, merci de compléter l'article en donnant les références utiles à sa vérifiabilité et en les liant à la section « Notes et références ».
En analyse, divers théorèmes d'interversion série-intégrale donnent des conditions suffisantes d'intégration terme à terme de la somme d'une série de fonctions.

## Versionintégrale de Lebesgue
Théorème — Soient (X, 𝒜, μ) un espace mesuré complet (par exemple un intervalle de ℝ, muni de la tribu de Lebesgue et de la mesure de Lebesgue), E un espace euclidien (par exemple ℝ ou ℂ) et {\displaystyle (f_{n})_{n\in \mathbb {N} }} une suite de fonctions intégrables de X dans E.
On suppose que la série numérique {\displaystyle \sum _{n}\left(\int \|f_{n}\|~\mathrm {d} \mu \right)} converge.
Alors la série de fonctions {\displaystyle \sum f_{n}} converge presque partout sur X vers une fonction intégrable et
Remarques
- Ce théorème se déduit des théorèmes de convergence monotone et dominée. L'intégrabilité de la série et l'interversion de {\displaystyle \sum } et {\displaystyle \int } subsistent sous une hypothèse bien plus faible : il suffit que la série {\displaystyle \sum f_{n}} converge presque partout et qu'il existe une fonction intégrable {\displaystyle g} telle que, pour tout entier {\displaystyle N,\left|\sum _{n\leq N}f_{n}\right|\leq g}.
- C'est un cas particulier des théorèmes de Fubini où une des intégrales se fait par rapport à la mesure de comptage sur ℕ.
- Dans le cas particulier où l'espace mesuré est ℕ muni de la tribu discrète et de la mesure de comptage, on retrouve le théorème d'interversion pour les séries doubles à valeurs dans E, sous l'hypothèse de sommabilité.

## Versionconvergence uniformesur unsegment
Théorème — Soient I un segment de ℝ et {\displaystyle (f_{n})_{n\in \mathbb {N} }} une suite de fonctions continues de I dans E.
On suppose que la série de fonctions {\displaystyle \sum f_{n}} converge uniformément sur I vers une fonction S.
Alors S est continue sur I et